# Florian Fromlowitz
Florian Fromlowitz (Kaiserslautern, 1986. július 2.) U21-es labdarúgó-Európa-bajnok német labdarúgó, aki jelenleg az FC 08 Homburg játékosa.

## Pályafutása

### Klubcsapatban
A Kaiserslautern akadémiáján nevelkedett, majd 2004 nyarán profi szerződést kapott a klubtól. 2006. február 25-én debütált az első csapatban a Bundesligában az 1. FSV Mainz 05 ellen. Jürgen Macho sérülése miatt lépett pályára. 2008. április 2-án csatlakozott a Hannover 96 csapatához, Robert Enke halálát követően első számú kapusa lett klubjának. A 2010–11 szezon felétől ezt a pozíciót Ron-Robert Zieler örökölte meg. 2011 júniusában az MSV Duisburg klubjához igazolt két évre, de egy szezon után a Dynamo Dresden-hez igazolt. Az itt eltöltött két szezont követően az SV Wehen Wiesbaden csapatának lett a játékosa. 2015 nyarától pedig az FC 08 Homburg alkalmazottja lett.

### Válogatott
A német U21-es válogatott tagjaként részt vett a 2006-os és 2009-es U21-es labdarúgó-Európa-bajnokságon. Utóbbi tornán aranyérmesként végeztek.

## Sikerei, díjai
- Németország U21:
  - U21-es labdarúgó-Európa-bajnokság: 2009